# Перссон, Эрьян
Пер Эрьян Перссон (швед. Per Örjan Persson; род. 27 августа 1942, Уддевалла, Швеция) — шведский футболист, полузащитник.

## Клубная карьера
Во взрослом футболе дебютировал в 1961 году выступлениями за команду клуба «Эргрюте», в которой провёл три сезона.
В 1964 году перешёл в состав шотландского «Данди Юнайтед». Отыграл за команду следующие три сезона.
В 1967 году заключил контракт с клубом «Рейнджерс», в составе которого провёл следующие три года своей карьеры игрока. Играя в составе клуба, выходил на поле в основном составе команды.
Завершил профессиональную игровую карьеру в 1974 году в клубе «Эргрюте», в составе которого её однажды начинал.

## Карьера в сборной
В 1962 году дебютировал в официальных матчах в составе сборной Швеции. За свою тринадцатилетнюю карьеру в национальной команде выходил на поле 48 раз, забив 7 голов.
В составе сборной Швеции был участником чемпионатов мира 1970 года в Мексике и 1974 года в Германии.